# Filozofski vremeplov (XVII. stoljeće)

## 1600-e
- 1603.
  - rodio se Kenelm Digby (u. 1665.)

## 1610-e
- 1617.
  - umro Franciscus Suarez  (r. 1548.)

## 1620-e
- 1622.
  - umro Juraj Dubrovčanin
- 1625.
  - rodio se Thomas Stanley  (u. 1678)
- 1626.
  - umro Francis Bacon (r. 1561.)

## 1630-e
- 1632.
  - rodio se John Locke (u. 1704.)
  - 24. studenoga - rodio se Baruch de Spinoza (u. 1677.)
- 1637.
  - objavljeno Descartesovo djelo Discours de la méthode
  - objavljeno Descartesovo djelo La dioptrique
  - objavljeno Descartesovo djelo Les méthéores
  - objavljeno Descartesovo djelo La géometrie

## 1640-e
- 1641.
  - objavljeno Descartesovo djelo Meditationes de prima philosophia
- 1644.
  - objavljeno Descartesovo djelo Principia philosophiae
- 1646.
  - 1. srpnja - rodio se Gottfried Wilhelm Leibniz (u. 1716.)
- 1648.
  - umro Eduard of Cherbury Herbert  (r. 1583.)

## 1650-e
- 1650.
  - umro Rene Descartes (r. 1596.)
- 1651.
  - rodio se  Ehrenfried Walter Tschirnhaus (u. 1708.)
- 1655.
  - rodio se Christian Thomasius (u. 1728.)
- 1657.
  - rodio se Matthews Tindal (u. 1733.)

## 1660-e
- 1665.
  - umro Kenelm Digby (r. 1603.)
- 1668.
  - rodio se Giambattista Vico (u. 1744.)

## 1670-e
- 1670.
  - rodio se John Toland (u. 1722.)
- 1671.
  - rodio se Anthony Ashley Cooper Shaftebury (u. 1713.)
- 1677.
  - 21. veljače - umro Baruch de Spinoza
- 1678.
  - umro Thomas Stanley  (r. 1625.)
- 1679.
  - 4. prosinca - umro Thomas Hobbes  (r. 1588.)

## 1680-e
- 1680.
  - rodio se Šundai Dazai (u. 1747.)
- 1685.
  - 12. ožujka - rodio se George Berkeley (u. 14. siječnja 1753.)
- 1688.
  - rodio se Emanuel Swedenborg (u. 1772.)

## 1690-e
- 1694.
  - rodio se Voltaire (u. 1778.)
- 1696.
  - rodio se Kames Home Henry  (u. 1782 .)
- 1697.
  - rodio se Wiliam Hogarth  (u. 1764.)